# Coyville
Coyville és una població dels Estats Units a l'estat de Kansas. Segons el cens del 2000 tenia 71 habitants.

## Demografia
Segons el cens del 2000, Coyville tenia 71 habitants, 28 habitatges, i 18 famílies. La densitat de població era de 97,9 habitants per km².
Dels 28 habitatges en un 35,7% hi vivien nens de menys de 18 anys, en un 57,1% hi vivien parelles casades, en un 7,1% dones solteres, i en un 35,7% no eren unitats familiars. En el 32,1% dels habitatges hi vivien persones soles el 7,1% de les quals corresponia a persones de 65 anys o més que vivien soles. El nombre mitjà de persones vivint en cada habitatge era de 2,54 i el nombre mitjà de persones que vivien en cada família era de 3,17.
Per edats la població es repartia de la següent manera: un 35,2% tenia menys de 18 anys, un 2,8% entre 18 i 24, un 25,4% entre 25 i 44, un 16,9% de 45 a 60 i un 19,7% 65 anys o més.
L'edat mediana era de 39 anys. Per cada 100 dones de 18 o més anys hi havia 91,7 homes.
La renda mediana per habitatge era de 19.792 $ i la renda mediana per família de 59.375 $. Els homes tenien una renda mediana de 47.750 $ mentre que les dones 18.750 $. La renda per capita de la població era de 15.012 $. Cap de les famílies i el 6,7% de la població estaven per davall del llindar de pobresa.

## Poblacions més properes
El següent diagrama mostra les poblacions més properes.